# Cemitério de Zehlendorf

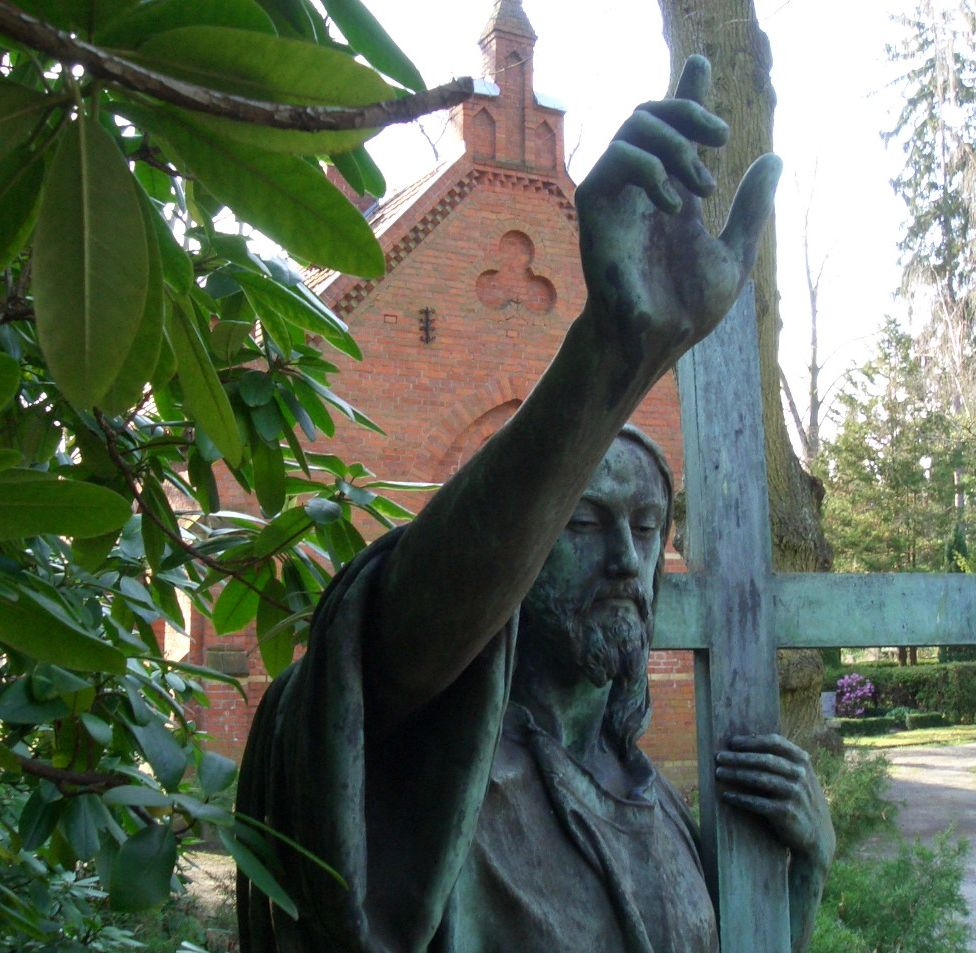
Cristo Redentor (detalhe) por Lambert Piedboeuf, com a antiga capela ao fundo

O Cemitério de Zehlendorf (em alemão:  Friedhof Zehlendorf), propriedade da cidade-estado de Berlim, é um cemitério em Zehlendorf, na Onkel-Tom-Straße 30–33. Foi estabelecido em 1872, depois que o cemitério contíguo à igreja da vila de Zehlendorf não suportava mais a demanda. Mais tarde o cemitério foi expandido para o norte e foi construída uma segunda capela. Ambas as capelas estão preservadas.

## Sepulturas de personalidades famosas
(* = Ehrengrab da cidade de Berlim)

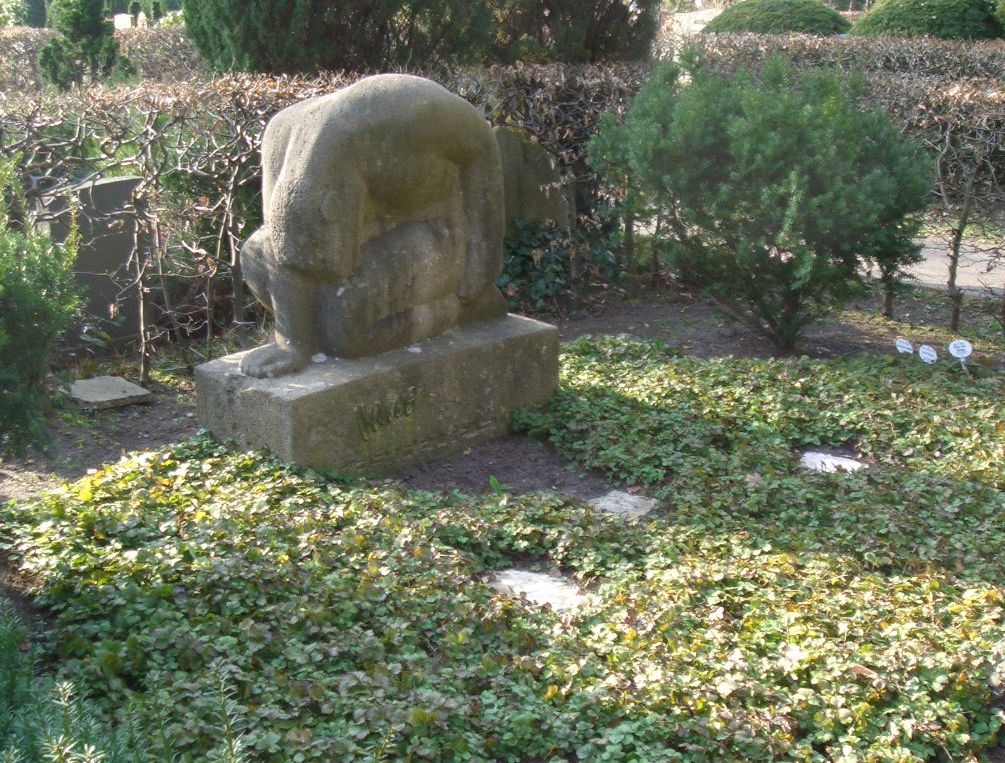
Sepultura de VauO Stomps, escultura de Louise Stomps

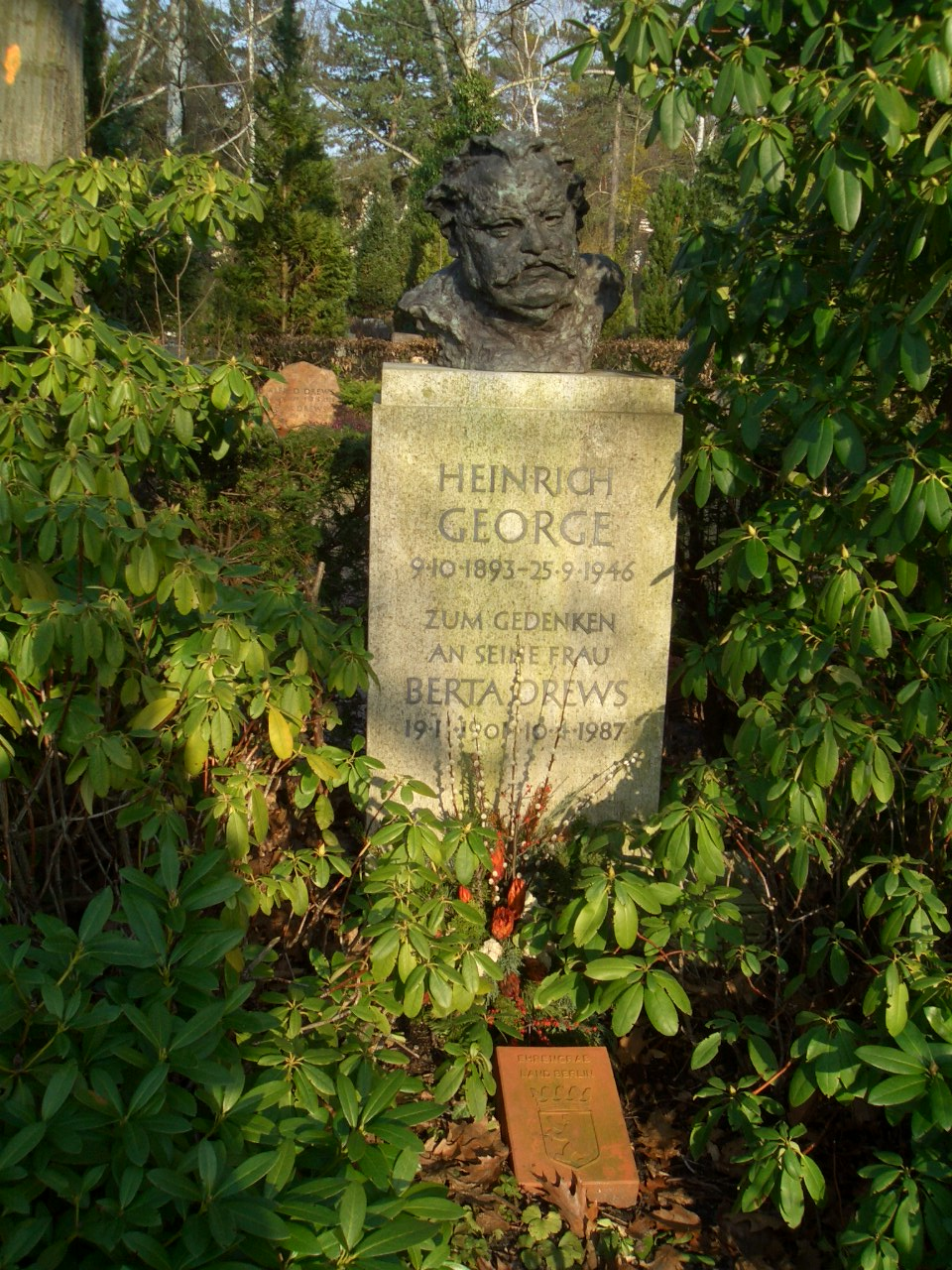
Sepultura de Heinrich George, busto por U. Gerdes (1937)

- Gerhard Wilhelm Becker (1927–2012), físico
- William Borm (1895–1987), político, Ehrengrab anulada em 2009
- Käthe Braun (1913–1994), atriz
- Hans Bucka (1925–2011), físico
- Hans Dominik* (1872–1945), autor de ficção científica e engenheiro
- Ingeborg Drewitz* (1923–1986), escritora
- Berta Drews (1901–1987, memorial, sepultada no mar)
- Conrad Felixmüller* (1897–1977), pintor
- Heinrich George* (1893–1946), ator, em 1994 trasladado do Campo de concentração de Sachsenhausen, com busto por Gerdes (1937)
- Erdmann Graeser* (1870–1937), escritor de Berlim
- Arvid Harnack (1891–1942), combatente da resistência a Hitler, executado
- Ernst von Harnack* (1888–1945), político, combatente da resistência a Hitler, executado
- Falk Harnack (1913–1991), diretor, combatente da resistência a Hitler
- Mildred Harnack (1902–1943), combatente da resistência a Hitler, executada
- Julius Hart* (1859–1930), escritor e crítico literário
- Friedrich Hussong (1878–1943), jornalista, escritor
- Herbert Ihering* (1888–1977), dramaturgo, regente, jornalista e crítico teatral
- Hugo Kaun (1863–1932), compositor, dirigente e pedagogo musical
- Carl Kühn (1873–1942), arquiteto
- Paul Kunzendorf* (1853–1923), escritor
- Ernst Legal* (1881–1955), ator
- Paul Mebes* (1872–1938), arquiteto
- Rudolf Michael* (1896–1972), político
- Marg Moll* (1884–1977)[1], pintora e escultora
- Oskar Moll* (1875–1947), pintor
- Wilhelm Pasewaldt (1812–1893), fazendeiro e político
- Harald Poelchau (1903–1972), combatente da resistência a Hitler
- Carl Ruhnke (1874–1922), óptico, fundador de uma firma de instrumentos ópticos
- Hermann Sandkuhl* (1872–1936), pintor
- Günter Schoknecht (1930–2012), engenheiro
- Ernst-Günther Skiba (1927–2012), pesquisador de ação social
- Julius Springer (1880–1968), editor
- Albert Steinrück* (1872–1929), ator
- Louise Stomps* (1900–1988), escultor
- Victor Otto Stomps* (1897–1970), editor, escritor
- Otto Weidt* (1883–1947), Justos entre as nações

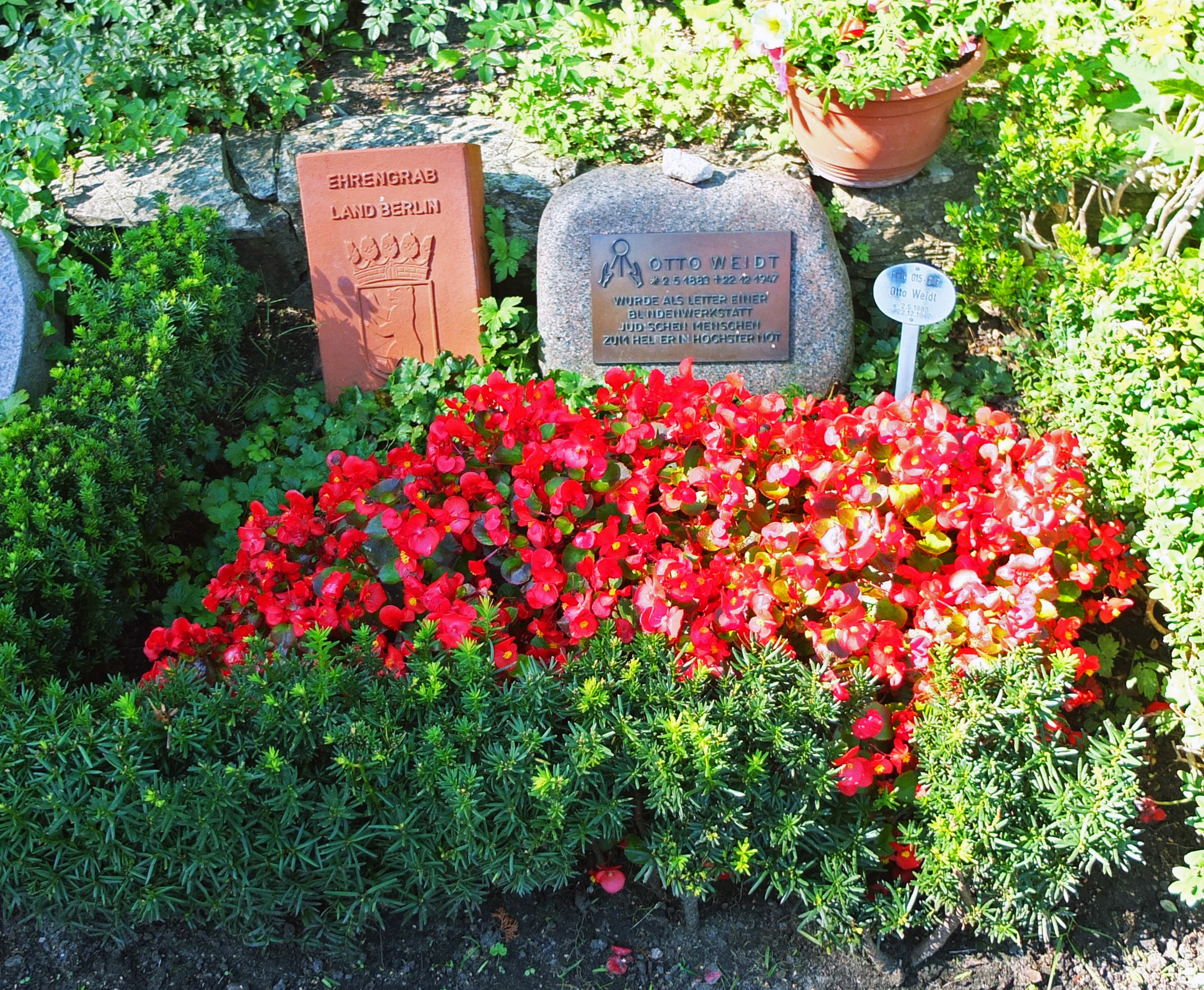
Pequena sepultura para um grande homem - Otto Weidt
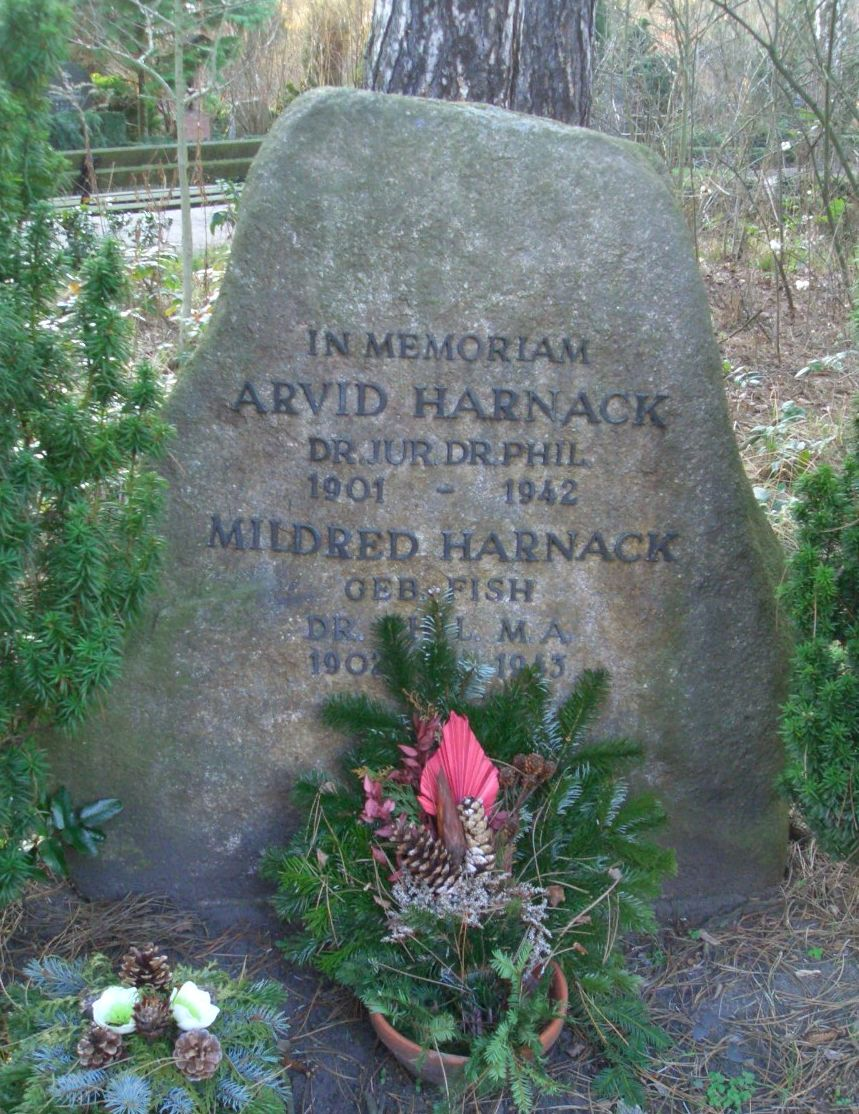
Pedra memorial para Arvid Harnack e Mildred Harnack
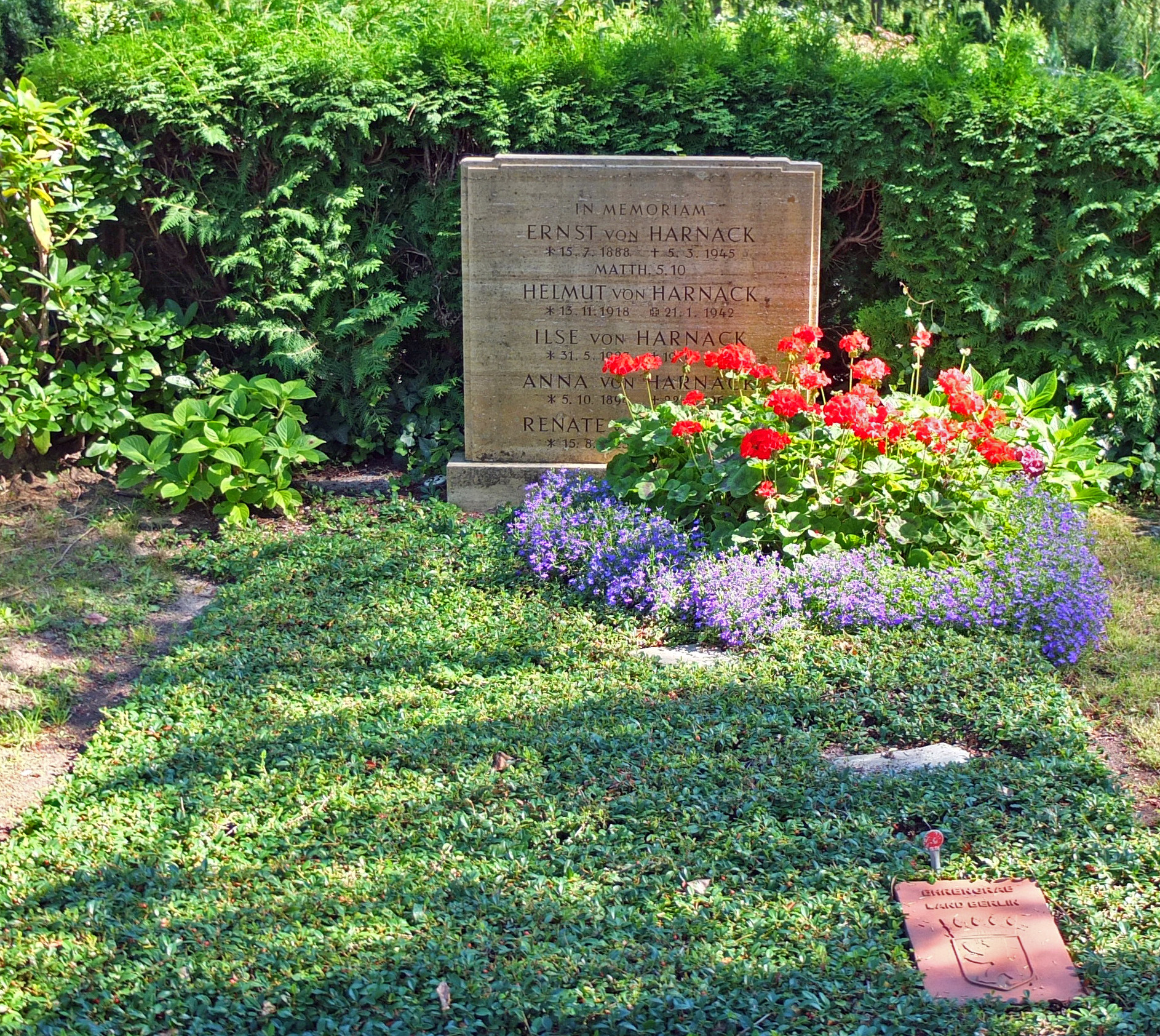
Sepultura de  Ernst von Harnack
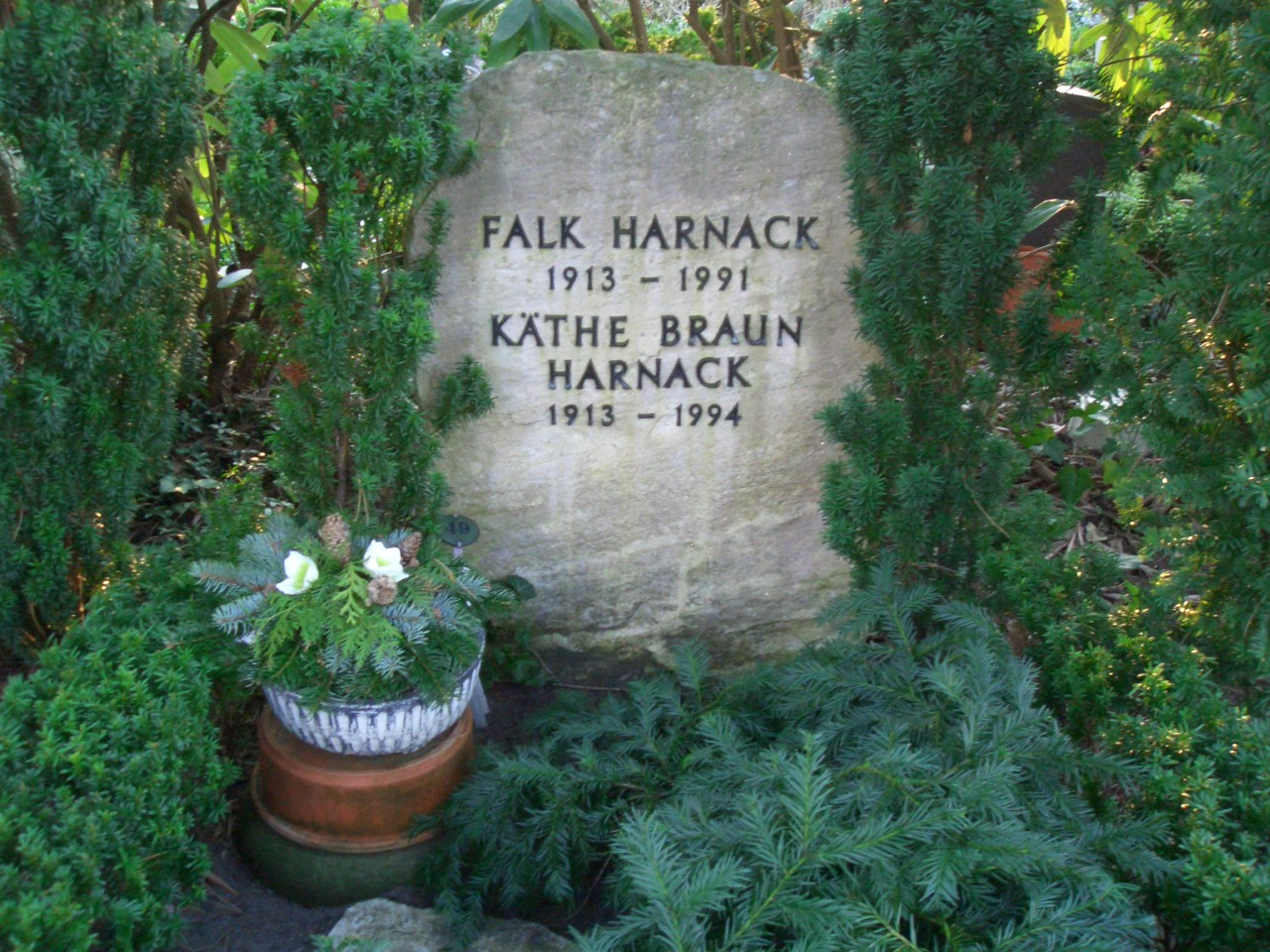
Falk Harnack com Käthe Braun